# جورج هودج
جورج هودج (بالإنجليزية: George Hodge)‏ (1878 - 1953) هو لاعب كريكت نيوزلندي.

## وصلات خارجية
- جورج هودج على موقع إي آس بي آن كريك إنفو (الإنجليزية)